# Hold On, We're Going Home
"Hold On, We're Going Home" é uma canção do artista canadense Drake, com a participação do grupo de R&B Majid Jordan. A canção foi produzida pelo Majid Jordan, da OVO Sound, Nineteen85 e Noah "40" Shebib. Este é o segundo single do terceiro álbum de estúdio de Drake, Nothing Was the Same, e foi disponibilizado para download digital em 7 de agosto de 2013, após o OVO Fest de 2013. Posteriormente, em 13 de agosto de 2013, a canção foi enviada às rádios mainstream e rhythmic.
A canção alcançou a posição de número quatro na parada americana Billboard Hot 100 e na britânica UK Singles Chart, além de chegar à quinta colocação na parada de singles de sua terra natal, o Canadá. A canção recebeu críticas positivas dos críticos de música e foi eleita a melhor canção de 2013 pela revista digital Pitchfork, além de ter ficado na posição de número 10 em sua lista "Melhores faixas da década", em uma lista elaborada em 2014, a meio da década de 2010.